# 반가톨릭주의

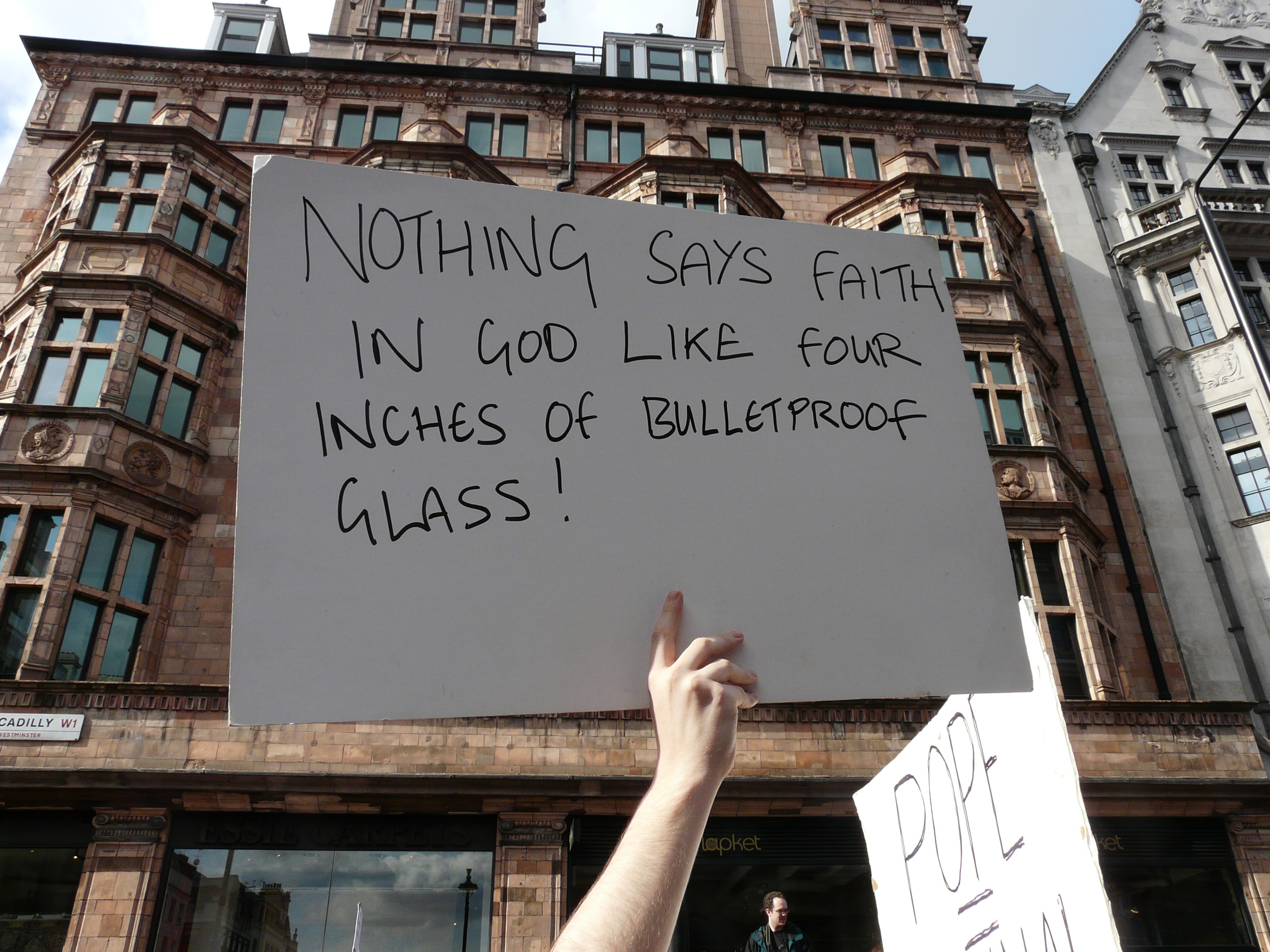

반가톨릭주의(Anti-Catholicism)는 로마 가톨릭교회에 특정된 적대적이거나 비판적인 종교적 또는 정치적 이념을 말한다. 모든 기독교인 대상이 아닌 가톨릭 교도를 특정한 종교 박해도 있을 수 있고, 비가톨릭 계통의 기독교 중에는 가톨릭주의에 반하는 종교적 성향을 가진 교단도 있으므로 반기독교주의와는 구별된다.

## 가톨릭 국가에서의 반가톨릭주의

### 프랑스
막시밀리앙 드 로베스피에르의 공포정치 시기에 산악파는 가톨릭을 탄압하였고, 최고 존재의 제전을 만들어 프랑스 군중에게 이성신(理性神) 숭배를 강제하였다.

### 브라질
브라질은 세계에서 가장 많은 수의 가톨릭 교도가 있으며 크나큰 반가톨릭 운동을 경험하지 않았다. 엘살바도르에서는 엘살바도르 내전 기간 동안 수많은 성직자들이 대량 학살을 당했는데, 이 가운데 오스카르 아르눌포 로메로가 잘 알려져 있다.

## 미국역사에서의 사례
1834년 8월 11,12일에 걸쳐 매사추세츠주 찰스타운(지금의 서머빌)에서 일어난 어슐린 수도원 방화사건은 그 당시 아일랜드에서 온 가톨릭교도들의 숫자가 증가하자, 개신교 진영에서 일으킨 사건이었다.  그 당시에 라이먼 비쳐목사는 반가톨릭주의 설교를 통하여 가톨릭은 부패한 종교이므로, 도시들을 범죄의 소굴로 만들것이라고 주장하였다.

## 참조
1. ↑  anti-catholicism. Dictionary.com. WordNet 3.0. Princeton University. http://dictionary.reference.com/browse/anti-catholicism (accessed: November 13, 2008).
2. ↑  IBGE - Instituto Brasileiro de Geografia e Estatística (Brazilian Institute for Geography and Statistics). Religion in Brazil - 2000 Census 보관됨 2011-02-21 - 웨이백 머신. Retrieved 2009-01-06.
3. ↑  “Ursuline Convent riots” (영어). 2019년 12월 17일.

## 같이 보기
- 반기독교주의
- 반교권주의